# 阳光劫匪
《阳光劫匪》（英語：Tiger Robbers），原名《阳光不是劫匪》，2021年5月1日在中国大陆上映的犯罪喜剧片，导演李玉，改编自日本作家伊坂幸太郎的同名小说《阳光劫匪》，主演马丽、宋佳、张海宇、谢锐韬、张浩然。

## 剧情
阳光（马丽 饰）经营着一家寻宠事务所。有一天，晓雪（宋佳 饰）找到了阳光，请她找回自己相依为命的女儿娜娜。阳光被晓雪感动，决定出手相助，但没想到“娜娜”竟然是一只五岁的大老虎。

## 演出
| 名字   | 角色 | 备注                       |
| ------ | ---- | -------------------------- |
| 马丽   | 阳光 | 劫匪老大，开了一家宠物店。 |
| 宋佳   | 晓雪 | 养了一只老虎叫娜娜。       |
| 张海宇 |      | 劫匪小团队中的发明家。     |
| 谢锐韬 |      | 劫匪小团队中的小偷。       |
| 张浩然 |      |                            |
| 沙溢   |      |                            |
| 周镯仪 |      |                            |
| 曾志伟 |      |                            |
| 詹瑞文 |      |                            |

## 制作
《阳光劫匪》是导演李玉和方励继《红颜》、《苹果》、《观音山》、《二次曝光》、《万物生长》之后第六次合作。该片改编自日本小说家伊坂幸太郎的爆笑小说《阳光劫匪》。为了拍摄该片，片方在美国和中国找了5只老虎，包括两只小老虎和三只大老虎，三只是贵州省一野生动物园的东北虎，两只是美国的孟加拉虎。“电影驯兽第一人”加拿大驯兽师安德鲁·辛普森出任该片的驯兽师，他曾参与《勇敢的心》、《南极大冒险》、《死神来了》、《狼图腾》、《虎兄虎弟》、《熊的故事》等多部电影，他带来了《虎兄虎弟》里的两只孟加拉虎参与拍摄。
2017年12月18日，片方宣布开机，旋即在北京市、舟山市、无锡市取景拍摄，然后来到美国拍摄，一共87天。

## 上映
2020年12月6日，《阳光劫匪》参加第3届海南岛国际电影节，同时举办了“如虎添翼”新闻发布会。

## 外部连接
- 豆瓣电影上《阳光劫匪》的資料 （简体中文）
- 时光网上《阳光劫匪》的資料（简体中文）
- 互联网电影数据库（IMDb）上《阳光劫匪》的资料（英文）